# برتم
شهر برتم (به فرانسوی: Bertem) در ناحیه اداری لوان در استان فلومیش بربان در منطقه فلاندری در کشور بلژیک واقع شده‌است.